# Білка (Таштагольський район)
Бі́лка (рос. Белка) — селище у складі Таштагольського району Кемеровської області, Росія. Входить до складу Усть-Кабирзинського сільського поселення.

## Населення
Населення — 22 особи (2010; 36 у 2002).
Національний склад (станом на 2002 рік):
- шорці — 94 %